# Oarța de Jos
Oarța de Jos – wieś w Rumunii, w okręgu Marmarosz, w gminie Oarța de Jos. W 2011 roku liczyła 520 mieszkańców.